# South African Congress of Trade Unions
Der South African Congress of Trade Unions (SACTU; etwa „Südafrikanischer Gewerkschaftskongress“) war ein südafrikanischer Gewerkschafts-Dachverband zur Zeit der Apartheid.

## Geschichte

### Vorgeschichte
In den 1930er Jahren gab es in Südafrika zahlreiche Gewerkschaften unterschiedlicher politischer Ausrichtung, teilweise auch nach Hautfarben getrennt. Sie bildeten das South African Trades and Labour Council (SATLC), das 1944 die sozialistisch ausgerichtete Workers’ Charter annahm. Der Suppression of Communism Act 1950 erlaubte den Behörden, den SATLC zu zerschlagen. Zahlreiche Gewerkschaften für Nicht-Schwarze verließen das SATLC und gründeten das Trade Union Council of South Africa (TUCSA).

### Gründung und Aktivitäten
Am 5. März 1955 wurde in Johannesburg der SACTU als Dachverband für schwarze und nicht-rassische Gewerkschaften gegründet. Die Namensgebung zeigte eine Verbindung zum oppositionellen African National Congress (ANC) an, der damals im Zuge der Defiance Campaign an Bedeutung gewonnen hatte. Anfangs bestand der SACTU aus 19 Einzelgewerkschaften mit insgesamt 20.000 Mitgliedern. Erster Präsident war Petrus Beyleveld, als Ratgeber fungierte J. B. Marks. Schon wenige Monate nach der Gründung nahmen SACTU-Delegierte am Congress of the People bei Johannesburg teil. Die Regierung erließ 1956 den Industrial Conciliation Amendment Act – später Labour Relations Act genannt – mit dem die Gewerkschaftsarbeit stark eingeschränkt wurde. So sollten Schwarze ihre gewerkschaftliche Vertretung ganz verlieren und nicht nach Bevölkerungsgruppen getrennte Gewerkschaften verboten werden. Die Gewerkschaftsarbeit konnte jedoch fortgesetzt werden. Die Mitgliederzahl im Bereich des Witwatersrands stagnierte bis 1961 bei 15.000, während in anderen Regionen, etwa Natal, viele Mitglieder gewonnen werden konnten. So nahm 1959 die Zahl der SACTU-Mitglieder nach den Unruhen in Cato Manor in Natal um 13.500 zu. Mehrere SACTU-Offizielle wie Billy Nair, Stephen Dlamini und Gert Sibande gehörten zu den 156 Angeklagten des Treason Trial, das 1956 begann und 1961 mit dem Freispruch aller Angeklagten endete. Während dieser Zeit führte der SACTU zahlreiche Streiks und Aktionen wie den Potato boycott in Bethal durch. 1960 war Moses Mabhida Vorsitzender des SACTU. 1961 hatte der SACTU 53.000 Mitglieder in 51 Einzelgewerkschaften. Mit dem Bann gegen zahlreiche oppositionelle Gruppen nach dem Sharpeville-Massaker wurde es auch für den SACTU schwierig, sich zu engagieren. Zahlreiche Führungskräfte wurden inhaftiert, einige kamen im Gefängnis ums Leben. Billy Nair gehörte auch zu den Angeklagten im Rivonia-Prozess 1963/1964.  
Der SACTU war Mitglied des Internationalen Bundes freier Gewerkschaften (ICFTU) und des Weltgewerkschaftsbundes (WFTU).

### Nachfolgeorganisation
Eine größere Nachfolgeorganisation entstand mit dem Congress of South African Trade Unions (COSATU) im Dezember 1985, der ebenfalls dem ANC nahesteht und mehr als zwei Millionen Arbeitnehmer vertritt.